# Escuela de Mecánica de la Armada
Escuela de Mecánica de la Armada (zkratka ESMA, volný český překlad „Technická námořnická škola“) byla vzdělávací instituce argentinského námořnictva v Buenos Aires. Komplex budov o rozloze 17 hektarů se nachází na třídě Avenida del Libertador v městské části Belgrano. Budova důstojnického klubu (Casino de Oficiales) sloužila během vojenské diktatury mezi roky 1976 a 1983 jako jedno z největších tajných center věznění, mučení a likvidace osob.
Od roku 2004 je celý areál muzeem a památníkem Espacio para la Memoria y para la Promoción y Defensa de los Derechos Humanos (volný český překlad „Prostor pro paměť a pro podporu ochrany lidských práv“), od roku 2023 památkou světového kulturního dědictví UNESCO. Probíhají zde různorodé kulturní a vzdělávací aktivity s cílem uctít oběti státního teroru, uchovat jejich památku, prosazovat a brátnit lidská práva.

## Fotogalerie

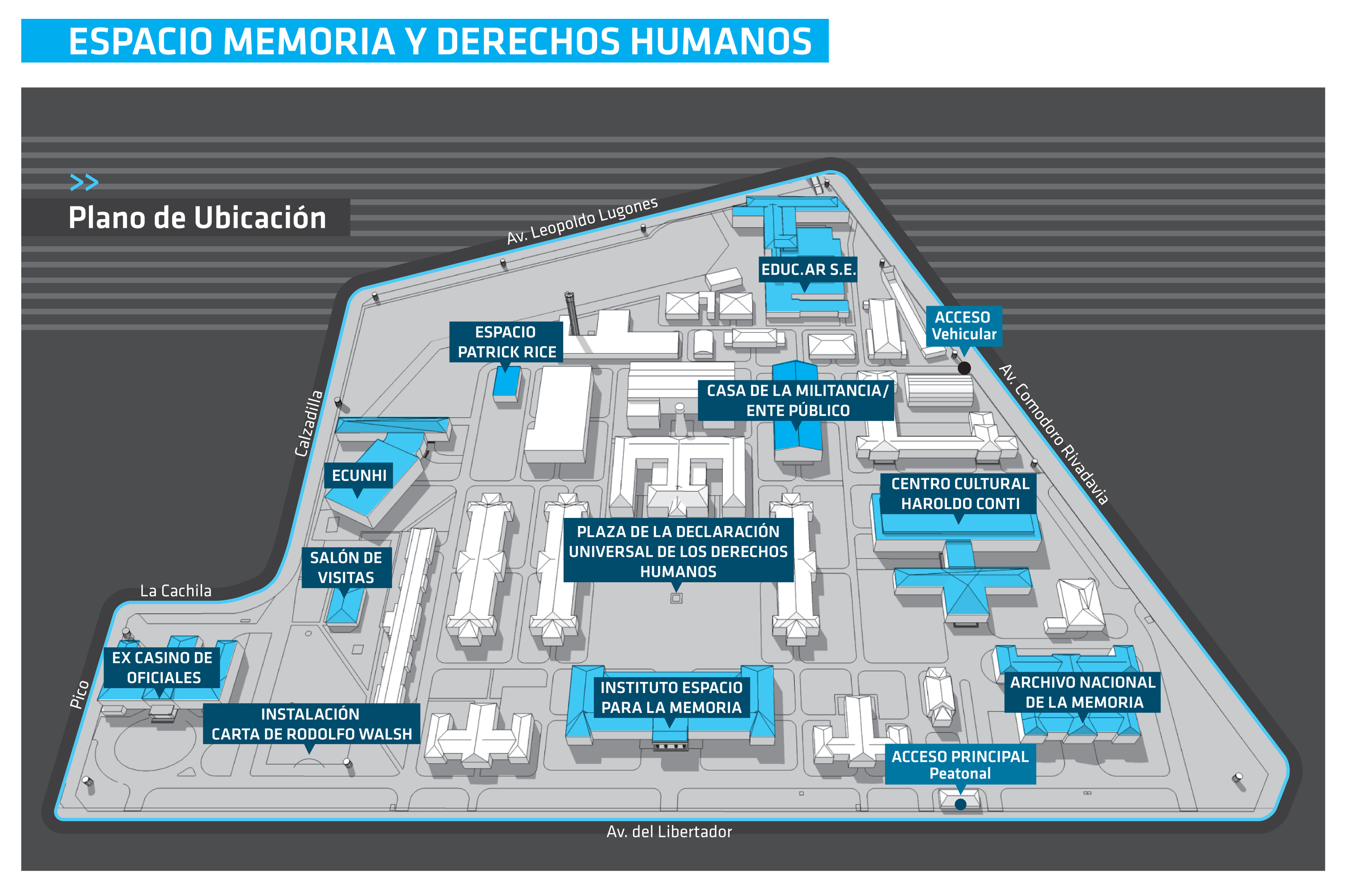
Schematický plánek areálu
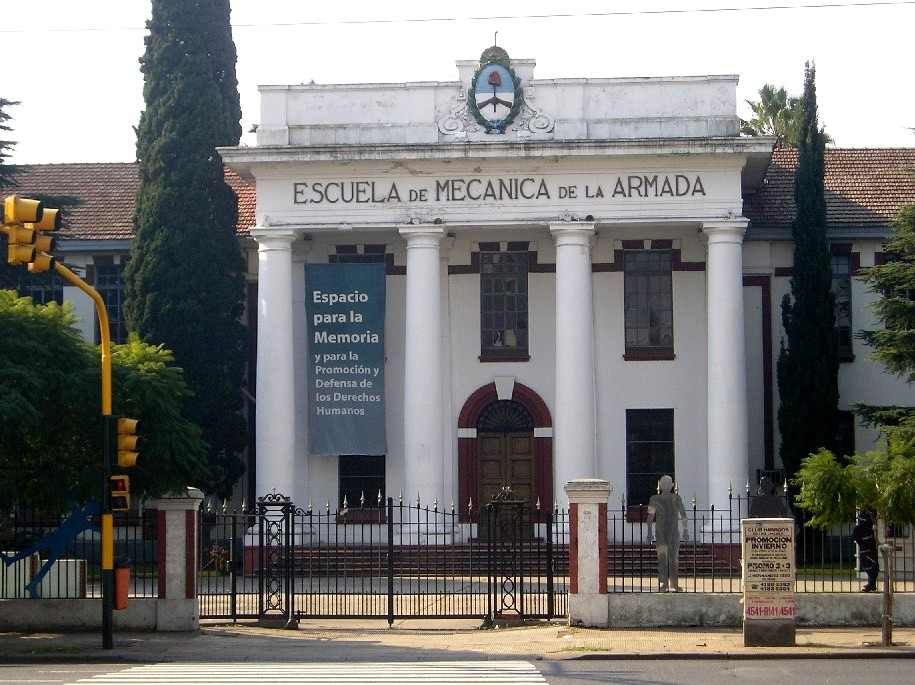
Edificio cuatro columnas
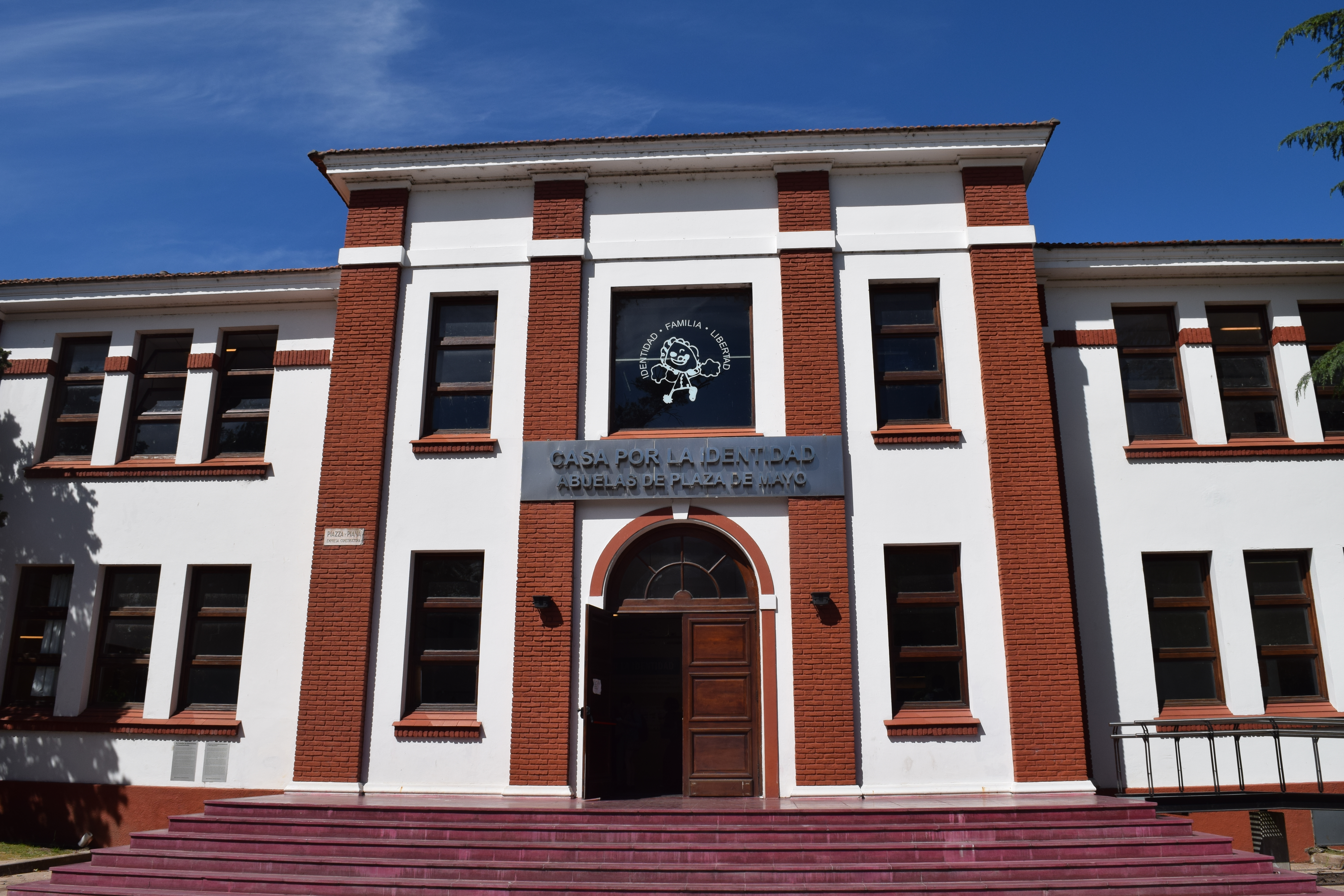
Casa por la Identidad
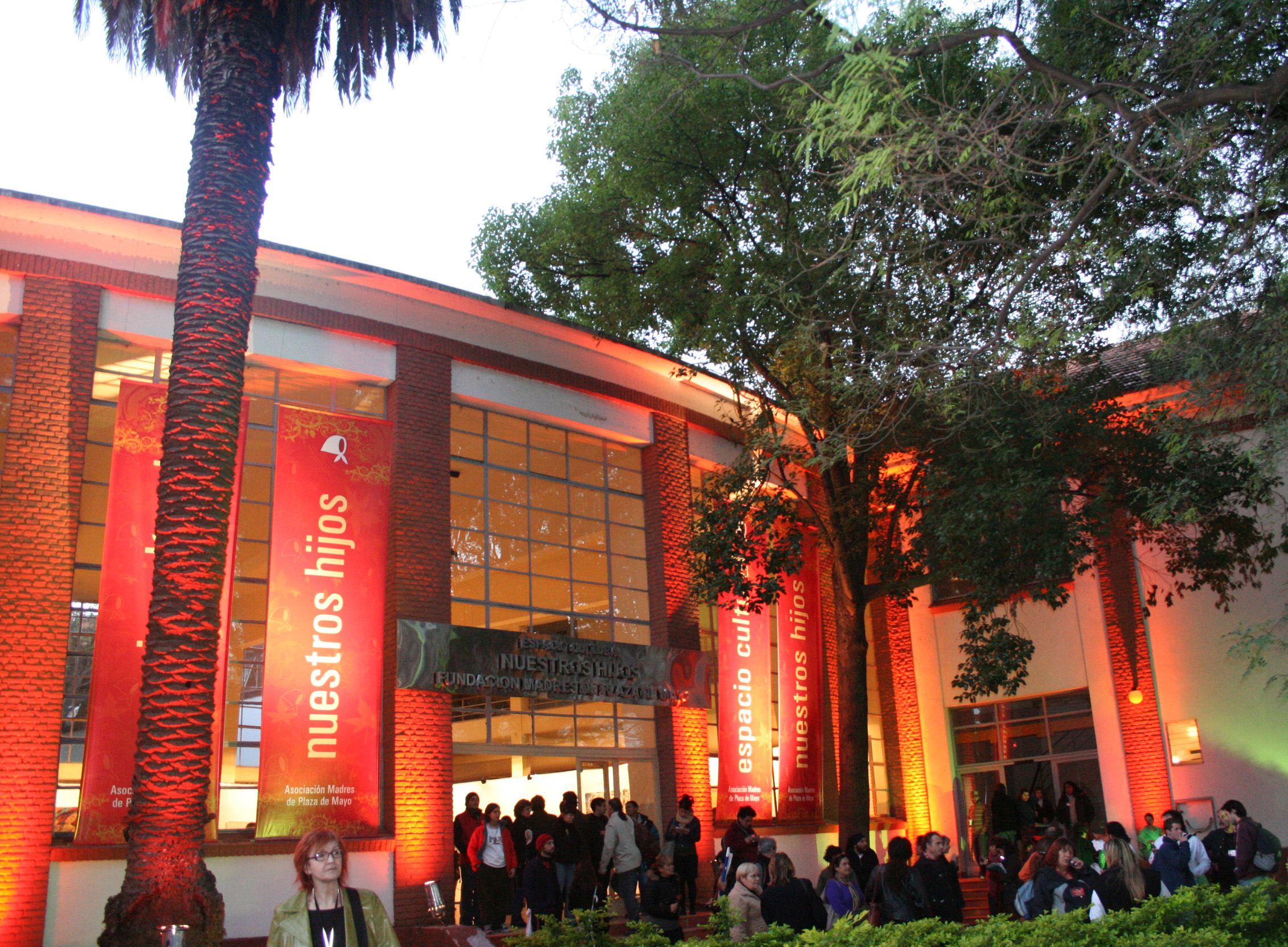
Espacio Cultural Nuestros Hijos